# 形式犯
形式犯（けいしきはん）とは、保護法益の侵害・危殆化といった実質を問わず、行為規制への形式的な違反をもって構成要件に該当する犯罪類型のことである。

## 概説
以下のとおり、一定の命令違反という形式により成立し、法益の侵害・危殆化の有無を問わない。多くは行政取締規則として規定され、法定刑も罰金刑等比較的軽いものが多い。
刑法典に規定される罪はなく、行政取締りに関する法規において罰則として規定されているものがほとんどである。身近な例としては、道路交通法における運転免許不携帯があげられる他、独占禁止法、金融商品取引法、外国為替法等経済法規における届出義務違反等があげられる。なお、民事関係における届出の懈怠等は、犯罪を構成せずに過料を科せられるに止まるものが多い。

### 保護法益との関係
具体的な保護法益の侵害や、危険の発生が成立の要件とはされない。例えば、運転免許の有資格者が運転免許証を携帯せずに自動車を運転したとしても、そのこと自体で交通事故の危険が増加するわけではない。しかし、自動車の運転の際に運転免許の携帯を義務づけるという行為規制を課すことは、運転免許制度の実効性の確保のためには有効であり、かかる行為規制への違反を予防するために、その形式的な違反をもって犯罪とするものである。
保護法益について危険の発生が要件とされていないため、抽象的危険犯との区別が難しいが、抽象的危険犯においては、抽象的であるとはいえ法益に危険が生じるものであるのに対して、形式犯にはそれすらも不要であることに差異が見いだされる。